# Thiên kiến xác nhận
Thiên kiến xác nhận (còn gọi là thiên kiến (thiên lệch) khẳng định) là một khuynh hướng của con người ưa chuộng những thông tin nào xác nhận các niềm tin hoặc giả thuyết của chính họ. Con người biểu hiện thiên kiến hoặc định kiến này khi họ thu thập hoặc ghi nhớ thông tin một cách có chọn lọc theo ý riêng của mình, hay khi họ diễn giải nó một cách thiên vị, thường đi kèm với sự từ chối xem xét các góc nhìn khác. Ảnh hưởng của thiên kiến xác nhận mạnh hơn đối với các vấn đề liên quan tới cảm xúc, hoặc những đức tin đã ăn sâu vào tâm thức. Người ta cũng có xu hướng diễn dịch bằng chứng không rõ ràng để ủng hộ cho lập trường có sẵn của họ. Sự tìm kiếm bằng chứng, giải thích và ghi nhớ một cách thiên vị cũng được viện dẫn để giải thích bốn hiệu ứng cụ thể sau:
1. Phân cực thái độ (khi bất đồng trở nên cực đoan hơn mặc dù các bên khác nhau đều tiếp xúc với cùng một bằng chứng)
2. Tín điều cố chấp (khi những tín điều vẫn tồn tại ngay cả khi bằng chứng rằng nó sai lầm đã được đưa ra)
3. Hiệu ứng ưu tiên phi lý (khi người ta tin tưởng hơn vào thông tin nhận trước trong một loạt thông tin)
4. Tương quan ảo tưởng (khi người ta nhận thức một cách sai lầm về mối tương quan giữa hai sự kiện hoặc tình huống).

Một loạt các thí nghiệm trong những năm 1960 đề xuất rằng con người có xu hướng thiên vị những gì xác nhận niềm tin hiện có của họ. Các nghiên cứu sau đó đã giải thích lại những kết quả này như một khuynh hướng kiểm tra ý niệm một chiều, tập trung vào một khả năng và bỏ qua những khả năng khác. Trong một số tình huống, khuynh hướng này có thể làm lệch lạc nhận thức và kết luận của con người. Các giải thích về những thiên lệch quan sát được bao gồm suy nghĩ mong ước và năng lực xử lý thông tin hạn chế của con người. Một cách giải thích khác cho rằng con người thể hiện thiên kiến xác nhận bởi vì họ đang cân nhắc kỹ lưỡng tổn thất của sự sai lầm giả định, hơn là thẩm xét một cách trung lập và khoa học.
Những thiên kiến xác nhận góp phần gây nên sự tự tin quá mức vào niềm tin cá nhân hoặc tư duy tập thể và có thể duy trì hoặc tăng cường những niềm tin đó khi đối mặt với bằng chứng trái chiều. Quyết định sai lầm do những thiên kiến này đã được thấy trong các bối cảnh chính trị và tổ chức.

## Phân loại
Những thiên kiến xác nhận là những hiệu ứng trong quá trình xử lý thông tin, khác biệt với hiệu ứng hành vi xác nhận (còn gọi là "lời tiên tri tự hoàn thành"), tức kỳ vọng của con người ảnh hưởng đến hành vi của họ, rút cuộc khiến kỳ vọng đó trở thành sự thật. Một số nhà tâm lý học sử dụng thuật ngữ "thiên kiến xác nhận" để chỉ chung khuynh hướng chống lại việc chối bỏ niềm tin trong khi tìm kiếm, giải thích, hoặc hồi tưởng bằng chứng. Những nhà tâm lý học khác thì giới hạn thuật ngữ này chỉ có nghĩa là sự thu thập bằng chứng có chọn lọc.

### Tìm kiếm thông tin thiên vị

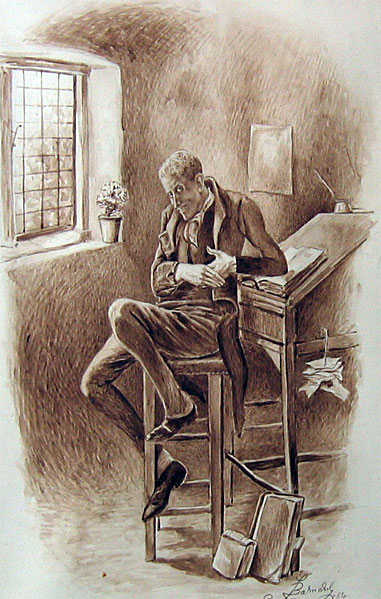
Thiên kiến xác nhận từng được mô tả như là một "yes man" (người luôn đồng ý với chủ nhân của mình) trong nội tâm mỗi người, và ủng hộ mù quáng niềm tin của người này như nhân vật Uriah Heep của Charles Dickens.

Nhiều thí nghiệm đã cho thấy con người có khuynh hướng phân tích các giả thuyết một cách phiến diện, bằng cách tìm kiếm bằng chứng phù hợp với giả thuyết hiện thời của họ. Thay vì xem xét qua tất cả các bằng chứng có liên quan, họ đặt ra các câu hỏi nhằm vào một câu trả lời khẳng định, ủng hộ cho giả thuyết của họ. Họ tìm kiếm những kết quả mà họ mong đợi nếu giả thuyết của họ là đúng, chứ không phải là những gì sẽ xảy ra nếu nó sai. Ví dụ, một người đang thử xác định một con số bằng cách sử dụng câu hỏi đúng/sai và khi nghi ngờ con số cần xác định là số 3 thì người đó có thể sẽ hỏi "đó là số lẻ?". Người thích loại câu hỏi như thế này được gọi là "phép thử khẳng định", mặc dù cả khi phép thử là phủ định, chẳng hạn như người đó hỏi "đó là số chẵn phải không?" thì cũng sẽ mang lại chính xác cùng một thông tin. Tuy nhiên, điều này không có nghĩa là con người tìm kiếm những phép thử mà họ chắc chắn sẽ cho ra một câu trả lời khẳng định. Trong các nghiên cứu, khi đối tượng có thể được chọn một trong hai phép thử là giả lập hoặc xác thực, thì họ ưu tiên chọn phép thử xác thực.
Việc ưu tiên cho các phép thử khẳng định tự thân nó không phải là một thiên kiến, vì các phép thử khẳng định có thể cung cấp nhiều thông tin hơn. Tuy nhiên, khi kết hợp với các kết quả khác, cách chọn phép thử này có thể dẫn đến sự củng cố niềm tin hoặc giả định hiện có, bất chấp vào những phép thử đó là đúng hay sai. Trong những tình huống thực tế, bằng chứng thường phức tạp và rối rắm. Ví dụ, khi ta có nhiều quan niệm mâu thuẫn với nhau về một người nào đó, thì những quan niệm này có thể được xác định lại bằng cách ta chỉ tập trung vào một khía cạnh duy nhất của hành vi người đó. Vì thế, việc tìm kiếm bằng chứng để ủng hộ cho giả thuyết sẽ có khả năng thành công. Một sự minh họa cho điều này, đó là cách diễn đạt câu hỏi có tính chất gợi ý để thay đổi câu trả lời. Ví dụ, khi người ta hỏi "cuộc sống của bạn có hạnh phúc không?" thì sẽ nhận được câu trả lời "hài lòng" nhiều hơn là khi hỏi "cuộc sống của bạn có bất hạnh không?".

### Diễn giải thiên vị
—Michael Shermer
Thiên kiến xác nhận không giới hạn trong tập hợp những bằng chứng. Ngay cả hai người có cùng thông tin thì cách họ diễn dịch thông tin đó vẫn có thể bị thiên lệch.
Một nhóm ở Đại học Stanford đã tiến hành một thí nghiệm mà những người tham gia có cảm giác mạnh về án tử hình, một nửa tán thành còn nửa kia chống lại nó. Mỗi người tham gia được cho đọc bản mô tả hai nghiên cứu: một bài so sánh các bang của Hoa Kỳ có và không có án tử hình, và một bài so sánh tỉ lệ các vụ giết người ở một bang trước và sau khi đề xuất án tử hình ở nơi đó. Sau khi đọc một bản mô tả tóm tắt nghiên cứu, người ta hỏi họ liệu ý kiến của họ về vấn đề tử hình có thay đổi không.Tiếp đó, họ được cho đọc một bản trình bày chi tiết về quy trình thực hiện những nghiên cứu đó và phải đánh giá xem liệu nghiên cứu có tính thuyết phục và có được tiến hành tốt. Trên thực tế, các "nghiên cứu" đó đều là hư cấu. Một nửa số người tham gia được bảo rằng một nghiên cứu ủng hộ hiệu ứng ngăn chặn của án tử hình và nghiên cứu còn lại thì chống lại; trong khi nửa kia được thông báo những kết luận hoán đổi ngược lại.
Những người tham gia, dù là những người ban đầu ủng hộ hay phản đối tử hình, đều thể hiện sự thay đổi thái độ chút ít theo thướng nghiên cứu đầu tiên họ đọc. Một khi họ đọc bản mô tả chi tiết, hầu như toàn bộ họ quay về quan niệm ban đầu bất kể bằng chứng đưa ra là gì, chỉ ra các chi tiết ủng hộ quan điểm của họ và làm ngơ bất cứ những gì trái ngược với nó. Các đối tượng tham gia đều mô tả nghiên cứu ủng hộ quan điểm tồn tại từ trước của họ là ưu việt hơn so với nghiên cứu mâu thuẫn với nó, theo những cách chi tiết và đặc thù. Viết về một nghiên cứu dường như có vẻ bác bỏ hiệu ứng ngăn chặn của án tử hình, một người ủng hộ án tử hình viết, "Nghiên cứu này không xem xét một khoảng thời gian đủ dài", trong khi cũng về nghiên cứu đó người có quan điểm đối lập lại bình luận, "Không bằng chứng mạnh nào mâu thuẫn với các nhà nghiên cứu được trình bày". Những kết quả này minh họa một điều rằng, người ta đưa ra những tiêu chuẩn cao hơn về bằng chứng cho những giả thiết nào đi ngược với trông đợi thông thường của họ. Hiệu ứng này, đôi khi được gọi là "thiên kiến phản đối" ("disconfirmation bias") cũng được các thí nghiệm khác chỉ ra.

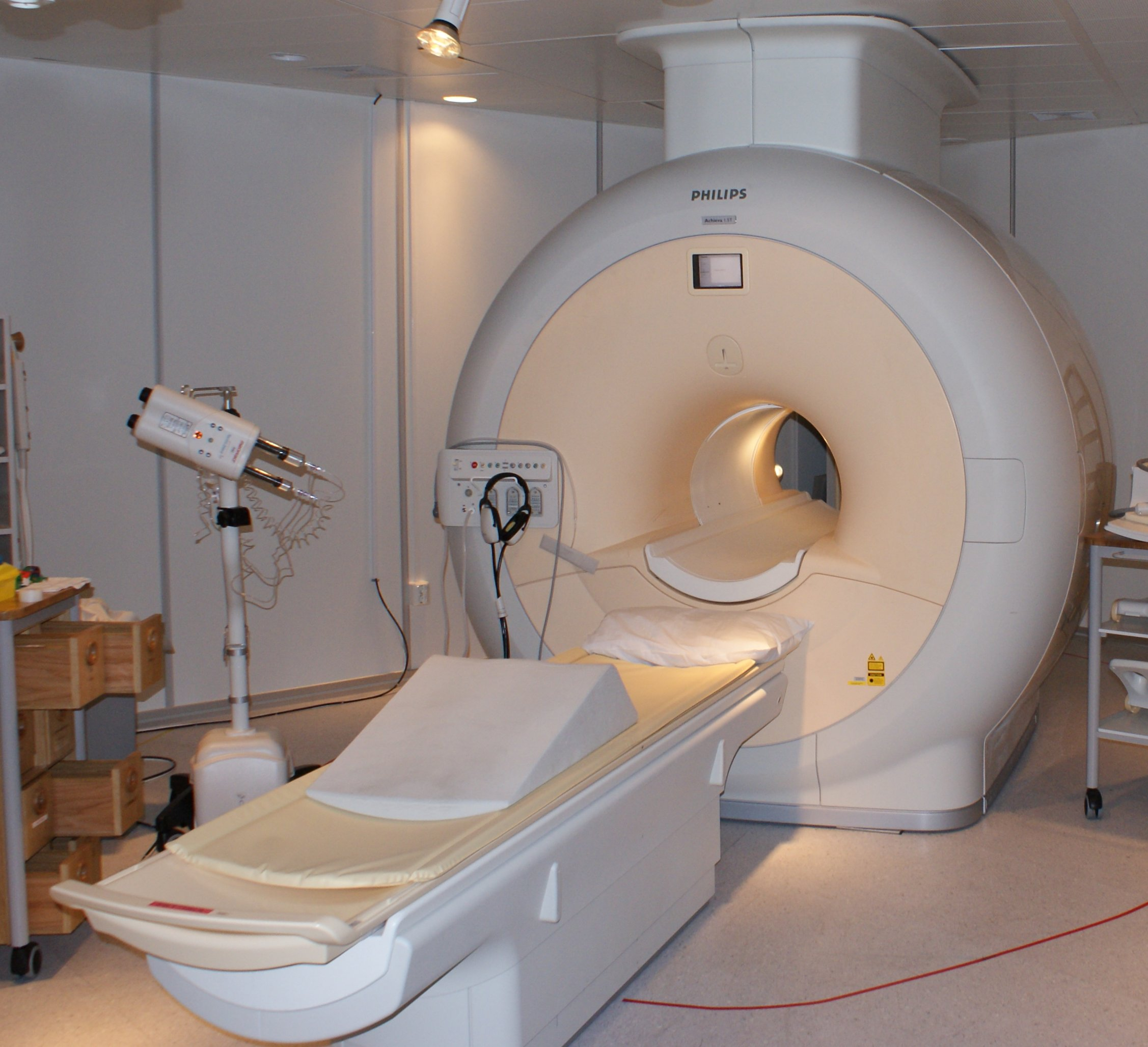
Máy quét MRI cho phép các nhà nghiên cứu kiểm tra bộ não con người xử lý những thông tin không mong đợi như thế nào.

Một nghiên cứu khác về cách diễn dịch mang thiên kiến xảy ra trong cuộc bầu cử tổng thống Hoa Kỳ năm 2004 trên những người tham gia bộc lộ cảm xúc rõ rệt về các ứng cử viên. Người ta đưa cho họ hai cặp tuyên bố mâu thuẫn nhau, từ ứng cử viên Cộng hòa George W. Bush, ứng cử viên Dân chủ John Kerry, hoặc một nhân vật công chúng có lập trường chính trị trung hòa. Những người tham gia cũng được cho đọc một tuyên bố khác để làm cho sự mâu thuẫn có vẻ hợp lý. Từ ba mẩu thông tin, họ phải trả lời quyết định xem những tuyên bố của mỗi cá nhân có tự mâu thuẫn hay không.:1948 Các đánh giá này từ những người tham gia khác nhau rất nhiều, và có xu hướng rõ rệt là các những người tham gia diễn giải các tuyên bố từ những ứng viên mà họ không ưa là mâu thuẫn.:1951
Trong thí nghiệm này, người ta tiến hành theo dõi hoạt động não của những người tham gia bằng một máy chụp cộng hưởng từ (MRI) khi họ đưa ra kết luận. Khi các thành viên đánh giá những tuyên bố mâu thuẫn của ứng viên mà họ ủng hộ, các trung tâm cảm xúc trên não của họ bị kích thích. Điều này không xảy ra với những tuyên bố của những nhân vật kia. Nhóm nghiên cứu đi đến kết luận rằng những phản ứng khác nhau đối với các tuyên bố không phải do những sai lầm lập luận chủ quan. Thay vào đó, những người tham gia đã tích cực giảm sự xung đột nhận thức sinh ra do việc đọc về hành vi phi lý hoặc đạo đức giả về ứng viên họ ủng hộ.
Những thiên kiến trong việc diễn giải niềm tin tồn tại dai dẳng, bất kể trình độ trí tuệ của người đó ra sao. Những thành viên trong một thí nghiệm đã làm một bài kiểm tra SAT (một bài thi phục vụ cho tuyển sinh đại học ở Hoa Kỳ) để đánh giá năng lực trí tuệ của họ. Sau đó họ đọc thông tin liên quan tới những quan ngại về an toàn cho một số loại ô tô, và nhóm nghiên cứu bịa ra xuất xứ của những chiếc xe đó. Những đối tượng tham gia là người Hoa Kỳ được yêu cầu đánh giá ý kiến của họ về việc liệu những chiếc xe này có nên bị cấm hay không theo thang điểm 6, "nhất định có" ứng với điểm 0 và "nhất định không" là 6 điểm. Trước đó những người tham gia đánh giá rằng liệu họ có cho phép một chiếc xe Đức nguy hiểm trên đường phố Hoa Kỳ và một chiếc xe Hoa Kỳ nguy hiểm trên đường phố Đức. Kết quả thí nghiệm cho thấy rằng họ tin chiếc xe Đức nguy hiểm trên đất Hoa Kỳ nên bị cấm hơn (điểm số thấp hơn) là chiếc xe Hoa Kỳ nguy hiểm trên đường phố Đức. Khi xem lại kết quả bài kiểm tra SAT, người ta không thấy có sự chênh lệch nào trong trình độ trí tuệ trong mức độ các thành viên muốn cấm một chiếc xe.
Cách diễn giải thiên lệch không giới hạn trong những chủ đề chịu ảnh hưởng mạnh bởi cảm xúc. Trong một thí nghiệm khác, các đối tượng tham gia nghe một câu chuyện kể về một vụ trộm. Họ phải đánh giá mức độ quan trọng bằng chứng của các mệnh đề lập luận ủng hộ hay chống lại việc một nhân vật cụ thể nào phải chịu trách nhiệm. Khi họ đặt giả thuyết rằng nhân vật đó có tội, họ đánh giá các mệnh đề ủng hộ giả thuyết đó hơn quan trọng hơn là những mệnh đề mâu thuẫn.

### Ký ức thiên vị
Ngay cả nếu con người thu thập và diễn giải bằng chứng theo một cách trung lập, họ vẫn có thể ghi nhớ nó một cách có lọc lựa để củng cố cho những kỳ vọng của họ. Hiệu ứng này được gọi là "hồi tưởng chọn lọc", "ký ức xác nhận" hay "ký ức truy cập thiên vị". Các lý thuyết tâm lý khác nhau trong những tiên đoán về hồi tưởng chọn lọc. Thuyết "sơ đồ ý nghĩ" (schema) tiên đoán rằng các thông tin phù hợp với những kỳ vọng trước đây sẽ lưu trữ và hồi tưởng dễ dàng hơn là những thông tin không phù hợp. Một vài các tiếp cận khác rằng những thông tin gây ngạc nhiên nổi bật lên và do đó không bị quên đi. Các tiên đoán từ tất cả những lý thuyết này đều được xác nhận trong những ngữ cảnh thí nghiệm khác nhau, mà không có lý thuyết nào có ưu thế xác định rõ ràng.
Trong một nghiên cứu, những người tham gia đọc một hồ sơ về một phụ nữ mô tả pha trộn những hành vi hướng nội và hướng ngoại. Sau đó họ phải nhắc lại những ví dụ về tính hướng nội và tính hướng ngoại của người phụ nữ này. Người ta nói với một nhóm rằng mục đích của điều này là đánh giá người phụ nữ cho vị trí công việc thủ thư, còn với nhóm thứ hai rằng đó là cho vị trí rao bán bất động sản. Có sự khác biệt đáng kể giữa những gì hai nhóm này nhớ lại được, nhóm đầu (nghe nói về thủ thư) hồi tưởng nhiều ví dụ về tính hướng nội hơn và nhóm sau hồi tưởng nhiều hành vi hướng ngoại hơn. Một hiệu ứng ký ức chọn lọc cũng thể hiện trong các thí nghiệm lợi dụng sự đáng thèm muốn của các loại nhân cách. Một trong số đó là một thí nghiệm chỉ cho một nhóm người tham gia bằng chứng rằng những người hướng ngoại thành công hơn những người hướng nội, trong khi đưa ra cho nhóm khác điều ngược lại. Trong một nghiên cứu sau đó, ngụy trang như không liên quan, người ta yêu cầu những người tham gia nhắc lại những sự kiện trong cuộc đời họ biểu lộ hoặc tính hướng nội hoặc tính hướng ngoại. Kết quả cho thấy, người trong nhóm nào cũng đưa ra nhiều ký ức liên hệ bản thân họ với loại nhân cách đáng mong muốn mô tả từ trước, và cũng nhắc lại những ký ức này nhanh chóng hơn.
Một thí nghiệm khác xác nhận rằng những thay đổi trong trạng thái cảm xúc cũng có thể ảnh hưởng tới việc hồi tưởng ký ức. Những người tham gia trong thí nghiệm này đánh giá họ cảm thấy ra sao khi lần đầu tiên họ nghe tin O.J. Simpson đã được tòa tha bổng vụ án giết người. Họ mô tả các phản ứng cảm xúc của họ và sự tin tưởng liên quan tới phán quyết một tuần, hai tháng, và một năm sau vụ xử. Kết quả cho thấy rằng đánh giá của những người tham gia về chuyện Simpson có tội hay không thay đổi theo thời gian. Ý kiến về phán quyết thay đổi càng nhiều, ký ức của họ về phản ứng cảm xúc ban đầu càng kém ổn định. Khi những người tham gia nhắc lại phản ứng cảm xúc ban đầu của họ hai tháng và một năm sau, những thẩm định quá khứ rất giống với thậm định cảm xúc đương thời. Người ta bộc lộ thiên kiến "phe mình" đáng kể khi mô tả quan điểm của họ về những chủ đề gây tranh cãi. Sự hồi tưởng ký ức và sự hình thành kinh nghiệm trải qua thay đổi liên quan tới các trạng thái cảm xúc tương ứng.
Người ta cũng nhận thấy thiên kiến "phe mình" có thể ảnh hưởng tới tính chính xác của hồi tưởng ký ức. Trong một thí nghiệm, những người phụ nữ và đàn ông góa đánh giá cường độ nỗi buồn của họ sáu tháng và năm năm sau cái chết của bạn đời. Những người tham gia thể hiện một cảm nghiệm buồn đau lớn hơn vào thời điều sáu tháng so với năm năm. Tuy nhiên, khi những người tham gia được hỏi rằng họ nhớ vào lúc sáu tháng sau người chồng/vợ của họ mất họ đã đau buồn ra sao, cường độ nỗi buồn mà những người tham gia hồi tưởng lại tương đồng rất cao với mức độ hiện tại của họ. Các cá nhân dường như sử dụng trạng thái cảm xúc hiện tại của họ để phân tích họ phải cảm thấy ra sao khi cảm nghiệm những sự kiện quá khứ. Nói cách khác, ký ức cảm xúc được tái cấu trúc lại bởi trạng thái cảm xúc hiện tại.
Một nghiên cứu chỉ ra cách ký ức chọn lọc có thể duy trì niềm tin vào ngoại cảm như thế nào. Nhóm làm thí nghiệm trình bày cho những người tin và ngoại cảm và những người không tin những mô tả về các thí nghiệm liên quan tới ngoại cảm. Một nửa của mỗi nhóm được cho biết rằng các kết quả thực nghiệm ủng hộ sự tồn tại của ngoại cảm, trong khi nửa kia cho rằng các kết quả này bác bỏ ngoại cảm. Trong một bài kiêm tra sau đó, những tham gia phải hồi tưởng lại tài liệu một cách chính xác, chỉ trư những người vốn tin vào ngoại cảm và đọc thấy bằng chứng không ủng hộ ngoại cảm. Nhóm này nhớ ít thông tin hơn hẳn và vài người trong số họ nhớ nhầm những kết quả là ủng hộ ngoại cảm.

## Khác biệt cá nhân
Thiên kiến phe mình từng được cho là liên hệ với trình độ trí tuệ cao; tuy nhiên, các nghiên cứu đã chỉ ra rằng thiên kiến này có thể chịu ảnh hưởng nhiều hơn bởi khả năng suy nghĩ theo lý tính thay vì năng lực trí tuệ. Thiên kiến xác nhận có thể gây ra sự thiếu khả năng đánh giá một cách logic và hữu hiệu phía bên kia trong một cuộc tranh luận. Các nghiên cứu đã khẳng định rằng thiên kiến xác nhận là một sự vắng mặt của một "đầu óc cởi mở tích cực", tức một sự tìm kiếm tích cực tại sao ý kiến ban đầu của mình có thể sai. Thông thường trong các nghiên cứu thực nghiệm, thiên kiến xác nhận được xác định bằng lượng bằng chứng sử dụng để hỗ trợ phe mình so với phe đối lập.
Một nghiên cứu đã tìm thấy những khác biệt cá nhân trong thiên kiến xác nhận. Nghiên cứu này khảo sát những khác biệt cá nhân thu nhận qua học tập trong một ngữ cảnh văn hóa và có thể đột biến, cho thấy rằng những khác biệt cá nhân đóng vai trò quan trọng trong việc lập luận. Nhiều nghiên cứu đề xuất rằng những khác biệt cá nhân như khả năng suy luận diễn dịch, khả năng vượt qua thiên kiến xác tín, hiểu biết nhận thức luận, và khuynh hướng suy nghĩ là một trong những phép quan trắc quan trọng của việc suy luận và đưa ra lập luận, phản lập luận và bác bỏ.
Một nghiên cứu của Wolfe và Britt đã xem xét bản thân quan niệm về lập luận có thể là nguồn gây thiên kiến xác nhận. Nghiên cứu này tiến hành khảo sát "thứ gì làm nên một lập luận tốt?" với các thành viên giam gia và yêu cầu họ viết các bài luận. Những người tham gia được chỉ định ngẫu nhiên viết các bài luận hoặc ủng hộ hoặc chống lại phía lập luận mà họ ưa thích và nhận được những chỉ dẫn nghiên cứu cân bằng hoặc không hạn chế. Những chỉ dẫn nghiên cứu cân bằng hướng dẫn người tham gia tạo ra một lập luận bao gồm cả lợi và hại còn chỉ dẫn nghiên cứu không hạn chế thực chất không đưa ra định hướng cụ thể nào trong việc đưa ra lập luận. Nhìn chung, các kết quả cho thấy rằng chỉ dẫn cân bằng tăng đáng kể những thông tin đối lập trong các bài luận. Hơn nữa, những người tham gia tin rằng lập luận đúng dựa trên thực kiện nghiêng về thể hiện thiên kiến xác nhận hơn là những người không tán thành với khẳng định này.

## Lịch sử

### Quan sát không chính thức
Trước khi tâm lý học nghiên cứu về thiên kiến xác nhận, hiện tượng này đã được nhiều tác giả ghi chép lại, bao gồm nhà sử học Hy Lạp Thucydides (khoảng 460 tr.CN – khoảng 395 tr.CN), nhà thơ Italia Dante Alighieri (1265–1321), triết gia và nhà khoa học Anh Francis Bacon (1561–1626), và nhà văn Nga Lev Tolstoy (1828–1910). Thucydides, trong tác phẩm về Chiến tranh Peloponnesus đã viết: "... bởi vì đó là một thói quen của loài người khi phó mặc vào những hi vọng sai lầm thứ mà họ chờ đợi, và sử dụng lý trí tối cao để tống ra một bên thứ mà họ không ưa thích." Trong Thần khúc, hình ảnh thánh Thomas Aquinas nhắc nhở Dante khi họ gặp nhau ở Thiên đường, rằng "quan điểm—khinh suất—thường có hướng nghiêng về phía sai lầm, và rồi sự thiên vị quan điểm riêng của con người trói chặt, tù hãm tư duy." Bacon, trong tác phẩm Novum Organum, viết,
Hiểu biết của con người khi nó từng thu nhận một quan điểm [...] thu hút mọi thứ khác hỗ trợ và tán thành với nó. Và mặc dù các dẫn chứng cho phe bên kia có số lượng lớn hơn và nhiều sức nặng hơn, nhưng chúng hoặc bị bỏ qua hoặc bị che khuất, số khác đặc biệt bị loại trừ hoặc chối bỏ[.]

Bacon nói rằng đánh giá bằng chứng thiên lệch thúc đẩy "tất cả những sự mê tín, dù là trong chiêm tinh, giải mộng, điềm báo, phán quyết thần thánh hoặc những thứ tương tự".

Trong tiểu luận "Nghệ thuật là gì", Tolstoy viết, 
Tôi biết rằng hầu hết mọi người-không chỉ những người được cho là thông minh, mà cả những người thực sự rất thông minh, và có khả năng hiểu những vấn đề khoa học, toán học, và triết học phức tạp nhất—rất hiếm khi có thể nhận thức được chân lý đơn giản nhất, dễ thấy nhất nếu nó là loại buộc họ phải thú nhận tính sai lầm của những kết luận mà họ đã hình thành, có lẽ là với nhiều khó khăn-những kết luận mà họ tự hào về chúng, mà họ đã dạy về chúng cho những người khác, và trên chúng họ dựng nên cuộc sống của mình.

### Nghiên cứu của Wason về kiểm tra giả thuyết
Nhà tâm lý học người Anh Peter Cathcart Wason là người đặt ra thuật ngữ "confirmation bias" (thiên kiến xác nhận). Trong một thí nghiệm công bố năm 1960, ông yêu cầu những người tham gia xác định quy luật áp dụng cho các bộ ba số. Vào lúc bắt đầu, những người tham gia được cho biết rằng bộ số (2,4,6) phù hợp với quy luật này và phải tạo ra bộ số của riêng họ xem có phù hợp với quy luật không.
Trong khi quy luật thực sự đơn giản chỉ là "bất kỳ dãy tăng dần nào", những người tham gia đã gặp khó khăn nghiêm trọng để tìm ra, và thường nêu lên những quy luật cụ thể hơn nhiều, chẳng hạn như "số ở giữa là trung bình của số đầu và số cuối". Những người tham gia dường như chỉ kiểm tra những ví dụ khẳng định-những bộ ba số tuân theo quy luật mà họ giả thuyết. Chẳng hạn, nếu họ nghĩ rằng quy luật là, "mỗi số lớn hơn số trước nó 2 đơn vị", họ sẽ đưa ra một bộ số phù hợp với quy luật này, chẳng hạn như (11, 13, 15) thay vì bộ ba vi phạm điều đó, chẳng hạn (11,12,19).
Wason tiếp thu thuyết khả bác (tiếng Anh: falsificationism), theo đó một phép thử khoa học về một giả thuyết là một nỗ lực nghiêm túc để bác bỏ nó. Ông diễn giải rằng kết quả của ông chứng tỏ một sự ưa thích xác nhận (chứng minh một điều là đúng) hơn là bác bỏ (chứng minh là sai), do đó tạo ra thuật ngữ "thiên kiến xác nhận". 
Wason cũng sử dụng hiện tượng này để mô tả kết quả của thí nghiệm bài tập chọn lựa (về sau được gọi là bài tập chọn lựa Wason. Trong bài tập này, những người tham gia nhận thông tin thiên lệch về một tập các đối tượng, và phải cụ thể hóa thêm thông tin họ sẽ cần để nói liệu một quy tắc điều kiện ("Nếu A, thì B") áp dụng hay không. Người ta nhiều lần thấy rằng con người thường tỏ ra kém cỏi trong các dạng khác nhau của bài thử này, trong hầu hết trường hợp họ thường bỏ qua những thông tin mà có tiềm năng phủ nhận quy luật.

### Phê bình của Klayman và Ha
Một bài báo năm 1987 của Klayman và Young-Won Ha lập luận rằng thí nghiệm Wason không thực sự chứng minh một thiên kiến liên quan tới xác nhận. Thay vào đó, Klayman và Ha diễn giải kết quả như một khuynh hướng khiến cho các phép thử phù hợp với giả thuyết vận hành. Họ gọi điều này là "chiến lược kiểm tra khẳng định". Chiến lược này là một ví dụ về phương pháp suy nghiệm: một lối tắt lập luận không hoàn hảo nhưng dễ dàng tính toán. Klayman và Ha đã sử dụng Xác suất Bayes và lý thuyết thông tin làm tiêu chuẩn đánh giá giả thuyết, thay vì thuyết khả bác như Wason. Theo những ý tưởng này, mỗi câu trả lời cho một câu hỏi sinh ra một lượng thông tin khác nhau, phụ thuộc vào niềm tin có trước của cá nhân đó. Do đó một phép thử khoa học về một giả thuyết là một phép thử được cho là sinh ra nhiều thông tin nhất. Vì nội dung thông tin phụ thuộc vào xác suất ban đầu, một phép thử khẳng định có thể hoặc là rất giàu thông tin hoặc rất nghèo thông tin. Klayman và Ha lập luận rằng khi người ta nghĩ về các bài toán thực tiễn, họ đang kiếm tìm một đáp án cụ thể với xác suất ban đầu tương đối nhỏ. Trong trường hợp này, các phép thử khẳng định thông thường giàu thông tin hơn phép thử phủ định. Tuy nhiên, trong bài tập khám phá quy luận của Wason câu trả lời-ba số theo thứ tự tăng dần-là rất rộng, cho nên các phép thử khẳng định ít có khả năng sinh ra các câu trả lời giàu thông tin. Klayman và Ra hỗ trợ phân tích của họ bằng cách trích dẫn một thí nghiệm sử dụng các nhãn "DAX" và "MED" thay cho "phù hợp với quy luật" và "không phù hợp với quy luật". Điều này tránh việc rằng mục đích bài tập là tìm một quy tắc có xác suất thấp. Những người tham gia có tỉ lệ thành công lớn hơn hẳn với phiên bản thí nghiệm này.
|  |  |  |

Dưới ảnh hưởng của nghiên cứu này và các phê bình khác, trọng tâm nghiên cứu thiên kiến xác nhận dịch chuyển từ quan hệ xác nhận/bác bỏ sang liệu con người kiểm tra các giả thuyết theo cách giàu thông tin, hay cách khẳng định nhưng nghèo thông tin. Cuộc tìm kiếm thiên kiến khẳng định "thực sự" đã dẫn các nhà tâm lý học xem xét một phạm vi những hiệu ứng lớn hơn nhiều trong cách con người xử lý thông tin.

## Giải thích
Thiên kiến xác nhận thường được mô tả là kết quả của những chiến lược tự động, không chủ định hơn là sự lừa gạt có cân nhắc. Theo Robert Maccoun, việc xử lý những bằng chứng gây tranh cãi nhất xảy ra thông qua một tổ hợp các cơ chế "lạnh" (nhận thức) và "nóng" (có động lực).
Cách giải thích nhận thức về thiên kiến xác nhận dựa trên những giới hạn trong năng lực của con người để xử lý những nhiệm vụ phức tạp, và những lối tắt, được gọi là các phép suy nghiệm, mà họ dùng. Chẳng hạn, người ta có thể xét đoán độ tin cậy của bằng chứng bằng cách sử dụng suy nghiệm về tính sẵn có-nghĩa là, một ý tưởng cụ thể đến với trí óc dễ dàng ra sao. Cũng có thể là con người chỉ có thể tập trung vào một suy nghĩ trong một thời điểm, nên khó mà kiểm tra hai giả thuyết đối lập cùng lúc. Một suy nghiệm khác là chiến lược kiểm tra khẳng định mà Klayman và Ha nhận diện, trong đó con người kiểm tra một giả thuyết bằng cách xem xét các trường hợp trong đó họ trông đợi một thuộc tính hoặc một sự kiện xảy ra. Suy nghiệm này loại bỏ bài tập khó khăn hoặc bất khả của việc xác định mức độ chẩn đoán của một câu hỏi khả dĩ. Tuy nhiên, điều này không phải luôn luôn đáng tin cậy, nên con người có thể bỏ qua những thách thức với niềm tin sẵn có của họ.
Những cách giải thích về động cơ liên quan tới một hiệu ứng về khao khát về niềm tin, đôi khi được gọi là "suy nghĩ mong ước" (tiếng Anh: wishful thinking). Người ta thấy rằng con người ưa thích những suy nghĩ dễ chịu hơn là những suy nghĩ gây khó chịu theo một số cách khác nhau, điều này được gọi là "Nguyên lý Pollyanna". Áp dụng vào những lập luận hay nguồn bằng chứng, nguyên lý ngày có thể giải thích tại sao những kết luận đáng khao khát nhiều khả năng được tin là đúng hơn. Theo các thí nghiệm tính đáng khao khát của kết luận, con người đòi hỏi tiêu chuẩn cao cho những ý tưởng không hợp khẩu vị của họ và tiêu chuẩn thấp hơn cho những ý tưởng mà họ ưa thích. Nói cách khác, họ hỏi, "Tôi có thể tin điều này không?" cho loại đề xuất đầu và "Tôi có buộc phải tin điều này không?" cho loại sau. Mặc dù tính nhất quán là một đặc điểm đáng mong muốn của các thái độ, thôi thúc quá mức nhằm đạt sự nhất quán là một nguồn tiềm tàng gây thiên kiến bởi vì nó có thể ngăn cản người ta đánh giá những thông tin mới, gây ngạc nhiên một cách trung lập. Nhà tâm lý học xã hội Ziva Kunda kết hợp các lý thuyết nhận thức và động lực, lập luận rằng động lực tạo nên thiên kiến, nhưng các yếu tố nhận thức quyết định quy mô ảnh hưởng.
Những cách giải thích theo phân tích phí tổn-lợi ích giả định rằng người ta không chỉ kiểm tra giả thuyết một cách thờ ơ, mà còn đánh giá thiệt hại của các sai lầm khác nhau. Sử dụng những ý tưởng lấy từ tâm lý học tiến hóa, James Friedrich gợi ý rằng còn người không chủ yếu nhắm vào chân lý trong khi kiểm tra các giả thuyết, mà còn cố tránh những sai lầm gây thiệt hại nhất. Chẳng hạn, những người có thể hỏi những câu hỏi phiến diện trong các bài phỏng vấn xin việc bởi vì họ đang chú tâm vào việc loại bỏ những ứng viên không phù hợp. Sự hiệu chỉnh của Yaacov Trope và Akiva Liberman đối với lý thuyết này giả định rằng con người so sánh hai loại sai sót khác nhau: chấp nhận một giả thuyết sai hoặc bác bỏ một giả thuyết đúng. Chẳng hạn, ai đó đánh giá thấp tính trung thực của một người bạn có thể sẽ đối xử với anh ta hoặc cô ta một cách ngờ vực và do đó làm xói mòn tình bạn giữa họ. Đánh giá quá cao lòng trung thực của người bạn đó cũng có thể gây tổn thất, nhưng ít hơn. Trong trường hợp này, thành ra là hợp lý để tìm kiếm, đánh giá hoặc ghi nhớ bằng chứng về lòng trung thực của họ theo một cách thiên vị. Khi ai đó gây ra một ấn tượng ban đầu là hướng ngoại hoặc hướng nội, các câu hỏi phù hợp với ấn tượng đó bắt gặp như là nhiều thấu cảm hơn. Điều này gợi ý rằng khi nói về ai đó dường như là một người hướng nội, việc hỏi "Bạn có thấy kỳ cục trong các hoàn cảnh giao tiếp xã hội không?" là một dấu hiệu về kỹ năng xã giao hơn là hỏi "Bạn có thích các bữa tiệc ồn ào không?". Mối liên hệ giữa thiên kiến xác nhận và các kĩ năng xã giao được củng cố bởi một nghiên cứu xem các sinh viên đại học làm quen người khác ra sao. Những sinh viên có khả năng tự kiềm chế cao, nhạy cảm hơn với môi trường với các chuẩn mực xã hội, hỏi nhiều câu hỏi phù hợp hơn khi phỏng vấn một viên chức có vị trí cao hơn khi làm quen với những sinh viên khác.
Các nhà tâm lý Jennifer Lerner và Philip Tetlock phân biệt hai loại tiến trình tư duy khác nhau. Suy nghĩ khám phá xem xét một cách trung lập nhiều quan điểm và tìm cách phỏng đoán tất cả những phản đối có thể đối với mỗi một lập trường, trong khi suy nghĩ xác nhận tìm cách chứng minh một quan điểm cụ thể. Lerner và Tetlock nói rằng khi người ta trông đợi chứng minh lập trường của họ với những người mà họ đã biết trước quan điểm, họ sẽ có khuynh hướng chấp nhận một lập trường tương tự với những người này, và sử dụng tư duy xác nhận để tăng cường tính đáng tin của quan điểm của chính họ. Tuy nhiên, nếu các phe khác hung hăng hoặc phê phán quá mức, con người sẽ tách khỏi tư duy hoàn toàn, và đơn giản khẳng định ý kiến cá nhân không cần chứng minh. Lerner và Tetlock cho rằng người ta chỉ thúc đẩy bản thân tư duy một cách có phê phán và logic khi họ biết trước rằng họ sẽ phải giải thích với những người có đủ thông tin, thực sự quan tâm tới chân lý, và nếu chưa biết rõ quan điểm của họ. Bởi những diều kiện này hiếm khi tồn tại, theo lập luận của hai nhà nghiên cứu, hầu hết mọi người đang sử dụng tư duy xác nhận hầu như mọi lúc.

## Hậu quả

### Tài chính
Thiên kiến xác nhận có thể khiến nhà đầu tư tự tin quá mức, bỏ qua những bằng chứng rằng các chiến lược của họ sẽ bị lỗ. Trong các nghiên cứu về thị trường chứng khoán bầu cử, nhà đầu tư kiếm nhiều lợi nhuận hơn khi họ chống lại thiên kiến. Chẳng hạn, những người tham gia nào diễn giải năng lực tranh luận của một ứng viên một cách trung lập hơn là theo đảng phái có nhiều khả năng thu lãi hơn nhiều. Để đối phó với ảnh hưởng của thiên kiến xác nhận, nhà đầu tư có thể thử tiếp nhận một quan điểm trái ngược "phục vụ cho lập luận". Trong một kĩ thuật như vậy, họ có thể tưởng tượng là món đầu tư của họ bị sụp đổ và tự hỏi tại sao điều này có thể xảy ra.

### Sức khỏe
Raymond Nickerson, một nhà tâm lý học, lên án thiên kiến xác nhận phải chịu trách nhiệm về những phương pháp chữa trị không hiệu quả được dùng hàng thế kỉ trước khi y học hiện đại xuất hiện. Nếu một bệnh nhân hồi phục, người có thẩm quyền về việc chữa trị (thầy lang, chính quyền) cho rằng phép điều trị đã thành công, thay vì những cách giải thích khác, chẳng hạn bản thân bệnh dịch đã kết thúc theo chu trình tự nhiên của nó. Sự đồng hóa thiên lệch là một yếu tố làm nên vẻ hấp dẫn của các lối chữa bệnh không chính thống hiện nay, bởi những người tin vào chúng chịu ảnh hưởng của những bằng chứng tích cực có tính giai thoại nhưng lại xem xét những bằng chứng khoa học một cách quá khắt khe.
Aaron T. Beck đã phát triển phép trị liệu nhận thức đầu những năm 1960 và nay nó đã trở thành một cách tiếp cận phổ biến. Theo Beck, việc xử lý thông tin thiên lệch là một yếu tố gây nên trầm uất Cách tiếp cận của ông dạy cho con người cách xem xét bằng chứng không thiên vị, thay vì tăng cường những quan điểm tiêu cực. Những chứng sợ và ám ảnh bệnh tật cũng liên quan tới thiên kiến xác nhận đối với những thông tin gây đe dọa.

### Chính trị, luật pháp

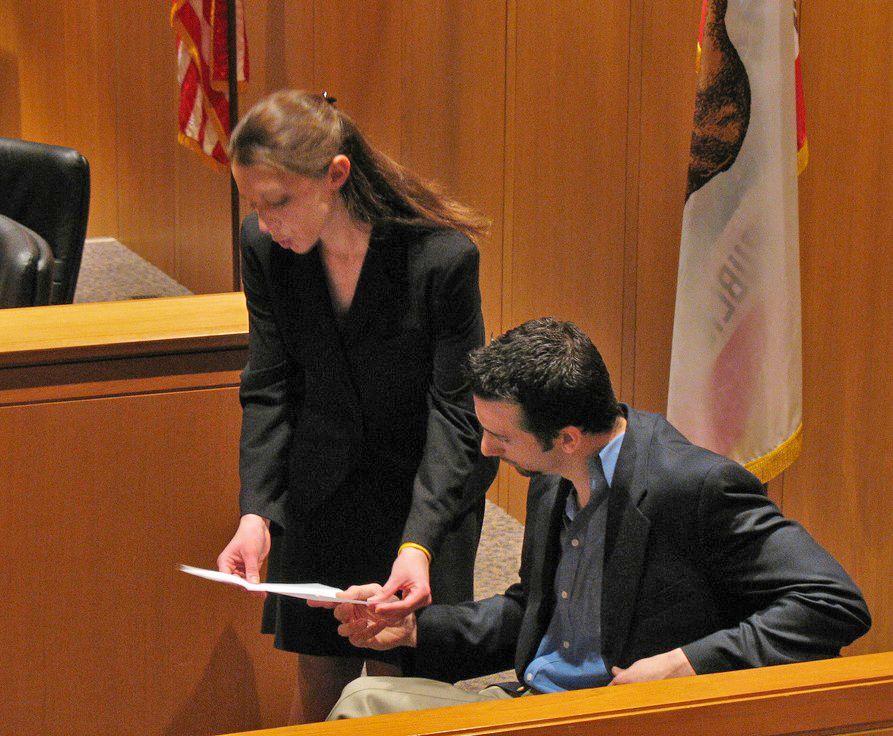
Các phiên xử mô phỏng/phiên tòa giả định hay phiên tòa tập sự (thường dùng trong trường học để dạy hoặc thực tập về pháp luật) cho phép các nhà nghiên cứu kiểm tra thiên kiến xác nhận trong một hoàn cảnh hiện thực.

Nickerson lập luận rằng việc suy luận trong các ngữ cảnh luật pháp và chính trị đôi khi bị thiên lệch ở tầng vô thức, ủng hộ những lập luận mà thẩm phán, bồi thẩm đoàn hoặc chính phủ vốn sẵn đã phó thác. Bởi vì bằng chứng trong một phiên tòa có bồi thẩm thường phức tạp, và các hội thẩm thường đi đến quyết định về án quyết khá sớm, rất dễ xảy ra hiệu ứng phân cực thái độ ở đây. Những tiên đoán rằng các hội thẩm sẽ trở nên càng cực đoan thêm trong hành động của mình khi họ thấy thêm bằng chứng mới đã được quan sát thấy trong những thí nghiệm bằng phiên xử mô phỏng. Cả các hệ thống công lý kiểu trọng tài hay kiểu thẩm tra đều chịu ảnh hưởng của thiên kiến xác nhận.
Thiên kiến xác nhận có thể là một nhân tố trong việc tạo nên hay mở rộng mâu thuẫn, từ những cuộc tranh cãi gây cảm xúc mạnh tới các cuộc chiến tranh: bằng việc diễn dịch bằng chứng theo mong muốn của mình, mỗi bên tham gia trở nên càng lúc càng tự tin quá mức rằng mình có lập trường mạnh hơn. Mặt khác, thiên kiến xác nhận có thể khiến người ta bỏ qua hoặc diễn giải sai những dấu hiệu của một tranh chấp sắp xảy ra hoặc chớm nở. Chẳng hạn, các nhà nghiên cứu Stuart Sutherland và Thomas Kida độc lập lập luận rằng Đô đốc Hoa Kỳ Husband E. Kimmel đã thể hiện thiên kiến xác nhận khi giảm tầm quan trọng những dấu hiệu đầu tiên của việc quân Nhật tấn công Trân Châu Cảng.
Một nghiên cứu kéo dài hai thập kì về các nhà bình luận chính trị của Philip E. Tetlock phát hiện ra rằng, xét toàn thể, những tiên đoán của những người được xem là "chuyên gia" này không khá hơn ăn may thuần túy. Tetlock chia các chuyên gia thành nhóm "cáo" duy trì một loạt các giả thuyết khác nhau, và nhóm "nhím" võ đoán hơn. Nhìn chung, nhóm nhím ít chính xác hơn nhiều. Tetlock cho rằng thất bại của họ là do thiên kiến xác nhận-cụ thể hơn, sự bất lực của họ để lợi dụng những thông tin mới mâu thuẫn với những lý thuyết từ trước của họ.
Vụ xử năm 2013 liên quan tới cáo buộc giết người với David Camm, bên bị lập luận rằng Sam lập luận rằng Camm bị kết án giết người (nạn nhân là vợ và hai đứa trẻ) thuần túy bởi vì thiên kiến xác nhận trong cuộc điều tra. Camm bị bắt ba ngày sau vụ sát hại dựa trên bằng chứng sai. Mặc dù người ta khám phá thấy hầu như mọi mẩu bằng chứng trên bản tuyên khai về động cơ khả dĩ là sai hoặc không đáng tin cậy, người ta vẫn không dỡ bỏ cáo buộc chống lại anh ta. Trên một chiếc áo khoác ngoài tìm thấy ở hiện trường về sau người ta xác định được DNA của một tội phạm từng bị kết án, biệt danh trong tù của người này, và cả số hiệu ở trại cải tạo của anh ta,, trong khi không tìm thấy bất cứ dấu vết DNA nào của Camm. Khi nghi phạm thứ hai này được phát hiện, bên công tố lại cáo buộc họ là đồng phạm trong tội ác mặc dù không có bằng chứng nào liên hệ giữa Camm và người kia.

### Siêu nhiên
Một yếu tố trong sức lôi cuốn của những màn đọc ý nghĩ đó là người nghe áp dụng một thiên kiến xác nhận để khớp những khẳng định của nhà ngoại cảm với cuộc đời của chính họ. Bằng một việc đưa ra một lượng lớn những khẳng định mơ hồ trong mỗi hội thoại, nhà ngoại cảm cho người dự nhiều cơ hội để tìm thấy một sự phù hợp hơn. Đây là một trong những kĩ thuật "đọc nguội", với nó nhà ngoại cảm có thể đưa ra một lời đọc ý nghĩ đầy ấn tượng một cách chủ quan mà không có thông tin gì trước đó về người dự nghe. Nhà điều tra James Randi so sánh bản chép lại từ băng ghi âm một buổi đọc ý nghĩ và tường thuật của người dự về điều nhà ngoại cảm đã nói, và thấy rằng người tham dự thể hiện một sự hồi tưởng có tính chọn lọc mạnh đối với những điểm trùng hợp.
Như một minh họa đáng chú ý về thiên kiến xác nhận trong thế giới thực, Nickerson đề cập tới những nghiên cứu về Kim tự tháp mang tính thần số học: người ta không ngừng tìm kiếm ý nghĩa trong tỉ lệ kích thước của các kim tự tháp Ai Cập. Có rất nhiều phép đo đạc khả dĩ khác nhau về Kim tự tháp Giza và nhiều cách kết hợp để tạo nên các tỉ lệ. Do đó không thể tránh khỏi chuyện những người nhìn vào những con số này sẽ chỉ chăm chú tìm kiếm một cách các chọn lọc những tương ứng bề ngoài có vẻ ấn tượng, như tương ứng với các kích thước của Trái Đất.

### Khoa học
Một trong những đặc trưng phân biệt của tư duy khoa học là tìm kiếm các bằng chứng cả bác bỏ lẫn xác nhận. Tuy nhiên, không hiếm thấy trong lịch sử khoa học, các nhà khoa học đã chối bỏ những phát kiến mới bằng cách diễn giả một cách chọn lọc hoặc bỏ qua những dữ liệu không có lợi. Những nghiên cứu trước đó đã chỉ ra rằng việc đánh giá chất lượng của các nghiên cứu khoa học dường như đặc biệt chịu ảnh hưởng của thiên kiến xác nhận. Đã vài lần người ta chỉ ra rằng các nhà khoa học đánh giá các nghiên cứu đem lại các phát hiện nhất quán với niềm tin từ trước của họ với nhiều ưu ái hẳn những nghiên cứ không ủng hộ niềm tin của họ. Tuy nhiên, giả định rằng câu hỏi nghiên cứu là đáng quan tâm, thiết kế thí nghiệm là phù hợp và dữ liệu được mô tả rõ ràng và dễ hiệu, các kết quả tìm thấy đáng được coi là quan trọng đối với cộng đồng khoa học và không nên bị xem xét một cách thành kiến, bất chấp chúng có tương hợp với các tiên đoán lý thuyết hiện tại hay không.
Trong ngữ cảnh nghiên cứu khoa học, thiên kiến xác nhận có thể chống đỡ cho các lý thuyết hoặc chương trình nghiên cứu trước các bằng chứng không đầy đủ hoặc thậm chí mâu thuẫn; nhất là lĩnh vực cận tâm lý học chịu ảnh hưởng nhiều của hiệu ứng này.
Thiên kiến xác nhận của một nhà thực nghiệm có khả năng ảnh hưởng tới việc chọn dữ liệu nào để báo cáo. Những dữ liệu mâu thuẫn với kì vọng của nhà thực nghiệm sẽ dễ dàng bị xem là không đáng tin cậy, sinh ra cái gọi là "hiệu ứng khay tài liệu" (tiếng Anh: file drawer effect). Để đương đầu với khuynh hướng này, việc rèn luyện khoa học dạy những cách để ngăn trừ thiên kiến. Chẳng hạn, thiết kế thực nghiệm về những phép thử ngẫu nhiên có kiểm soát (kết hợp với hệ thống thẩm định) được cho là có thể giảm bớt hiệu ứng thiên kiến của từng cá nhân, mặc dù tự thân quy trình thẩm định chuyên gia có thể vướng vào những thiên kiến này. Thiên kiến xác nhận do đó có thể đặc biệt có hại đối với những đánh giá khách quan khi xét tới những kết quả không tương hợp bởi vì các cá nhân bị thiên kiến có thể xem những bằng chứng đối lập là yếu về nguyên tắc và không chịu suy nghĩ nghiêm túc để chỉnh sửa niềm tin của họ. Những nhà cách tân trong khoa học thường gặp trở lực từ cộng đồng khoa học, và những nghiên cứu trình bày những kết quả gây tranh cãi thường nhận thẩm định khắc nghiệt từ chuyên gia.

### Hình ảnh cái tôi
Các nhà tâm lý học xã hội đã nhận diện hai khuynh hướng trong cách con người tìm kiếm hay diễn dịch thông tin về chính mình. Tự kiểm chứng là động lực tăng cường hình ảnh bản thân có sẵn và tự tăng cường là động lực tìm kiếm phản hồi tích cực. Cả hai đều có phần hỗ trợ từ thiên kiến xác nhận. Trong các thí nghiệm trong đó con người nhận phần hồi mâu thuẫn với hình ảnh cá nhân họ, họ ít muốn tham dự chúng hoặc nhớ chúng hơn là khi nhận những phản hồi tự kiểm chứng. Họ giảm trừ ảnh hưởng của những thông tin như vậy bằng cách diễn giải rằng chúng không đáng tin cậy. Những thí nghiệm tương tự đã nhận thấy một sự ưa thích những phản hồi tích cực, và kéo theo là ưa thích cả người đưa ra dạng phản hồi đó, so với phản hồi tiêu cực.

## Các hiệu ứng liên quan

### Phân cực thái độ
Khi con người với những quan điểm trái ngược diễn giải những thông tin mới một cách thiên lệch, quan điểm của họ có thể càng dịch chuyển về hướng đó. Điều này gọi là sự "phân cực thái độ" (tiếng Anh: attitude polarization). Hiệu ứng này được chứng minh trong một thí nghiệm liên quan tới việc rút những quả bóng đỏ và đen từ một trong hai giỏ được đậy kín. Những người tham gia biết rằng một giỏ chứa 60% bóng đen, 40% bóng đỏ; ngược lại giỏ kia có 40% bóng đỏ, 60% bóng đen. Nhóm làm thí nghiệm quan sát điều gì xảy ra khi các quả bóng có màu khác nhau lần lượt được rút ra theo một chuỗi đồng đều, không thiên về khả năng giỏ nào. Sau mỗi lần một quả bóng được rút, những người tham gia trong một nhóm được hỏi nói to về quyết định của họ rằng khả năng quả bóng được rút từ giỏ nhiều bóng đỏ hay giỏ nhiều bóng đen. Những người tham gia này có xu hướng trở nên ngày càng tự tin hơn với mỗi lần rút tiếp theo-bất kể ban đầu họ nghĩ giỏ đó là nhiều bóng đen hay nhiều bóng đỏ, ước lượng của họ về khả năng tăng lên. Một nhóm khác được yêu cầu chỉ khẳng định xác suất vào cuối chuỗi rút bóng đó, thay vì sau mỗi lần rút. Nhóm này không thể hiện hiệu ứng phân cực, cho thấy rằng nó không nhất thiết xảy ra khi người đơn giản chỉ giữ quan điểm đối lập nhau, mà có lẽ là khi họ công khai nêu quan điểm đó ra.

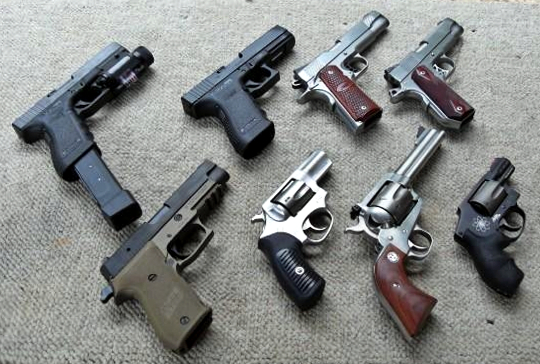
Những quan điểm mạnh mẽ trên những vấn đề như việc sở hữu súng có thể gây thiên kiến trong cách con người diễn giải một bằng chứng mới.

Một nghiên cứu ít trừu tượng hơn là thí nghiệm diễn giải thiên lệch ở Stanford trong đó những người tham gia có quan điểm mạnh về án tử hình, đã mô tả ở mục trên. 23% số người tham gia cho thấy quan điểm của họ trở nên cực đoan hơn, và sự chuyển dịch này tương hợp mạnh với quan điểm ban đầu của họ. Trong các thí nghiệm về sau, người ta cũng quan sát thấy những người tham gia trở nên cực đoan hơn khi xem xét các thông tin mơ hồ. Tuy nhiên, những so sánh về thái độ của họ trước và sau bằng chứng mới không có sự thay đổi lớn, gợi ý rằng việc thay đổi này có thể không thực sự tồn tại hoặc đáng kể. Dựa trên những thí nghiệm này, Deanna Kuhn và Joseph Lao kết luận rằng phân cực là một hiện tượng có thực nhưng không phải là không thể tránh khỏi, chỉ xảy ra trong một thiểu số nhỏ. Họ thấy rằng hiện tượng này bị thúc đẩy không chỉ bởi xem xét những bằng chứng hỗn hợp, mà có thể là chỉ thuần túy nghĩ về chủ đề.
Charles Taber và Milton Lodge lập luận rằng kết quả của nhóm Stanford khó mà có thể lặp lại được bởi vì những lập luận sử dụng trong những thí nghiệm sau quá trừu tượng hoặc khó hiểu để gây nên một phản ứng cảm xúc. Nghiên cứu của Taber và Lodge sử dụng những chủ đề gây ra nhiều cảm xúc (ở Hoa Kỳ) là việc kiểm soát súng và thái độ phân biệt trong tuyển dụng. Họ đo lường thái độ của những thành viên tham gia nghiên cứu đối với những vấn đề này trước và sau khi đọc những lập luận của mỗi bên trong tranh luận. Hai nhóm đối tượng tham gia thể hiện phân cực thái độ: những người có quan điểm mạnh từ trước về vấn đề và những người không am hiểu nhiều về chính trị. Trong một phần của nghiên cứu này, các đối tượng tham gia chọn nguồn thông tin để đọc, từ một danh sách do các nhà nghiên cứu chuẩn bị. Chẳng hạn họ có thể đánh giá lập luận của Hiệp hội Súng trường Quốc gia (Hoa Kỳ) và Liên minh Chống Súng ngắn Brady về việc kiểm soát súng. Ngay cả khi được hướng dẫn là phải vô tư, những người tham gia có xu hướng đọc các lập luận ủng hộ quan điểm có sẵn của họ hơn là những lập luận không ủng hộ. Việc tìm kiếm thông tin thiên lệch này rất tương hợp với hiệu ứng phân cực.
Người ta cũng quan sát thấy "hiệu ứng phản tác dụng" (backfire effect) tức là hiện tượng khi đối diện với bằng chứng chống lại niềm tin của mình, con người có thể từ chối bằng chứng đó và tin tưởng vào thành kiến ban đầu còn mạnh mẽ hơn. Thuật ngữ này do Brendan Nyhan và Jason Reifler đặt ra.

### Chấp giữ niềm tin sai lầm
—Lee Ross và Craig Anderson
Thiên kiến xác nhận cũng giúp giải thích tại sao một số người duy trì những niềm tin ngay cả khi bằng chứng ban đầu của chúng bị loại bỏ. Hiệu ứng duy trì niềm tin này thể hiện trong một loạt các thí nghiệm sử dụng cái gọi là "hệ hình lật tẩy" ("debriefing paradigm"): những người tham gia đọc những bằng chứng giả ủng hộ một giả thuyết, người ta đánh giá sự thay đổi thái độ của họ rồi sau đó tiết lộ sự ngụy tạo đó một cách chi tiết. Cuối cùng người ta đo lường thái độ của họ một lần nữa để xem liệu niềm tin của họ có trở về mức ban đầu.
Phát hiện chung của hệ hình này là ít nhất vài trong số niềm tin ban đầu vẫn tồn tại ngay cả khi sau khi lật tẩy hoàn toàn bằng chứng. Trong một thí nghiệm, những người tham gia phải phân biệt giữa những lá thư tuyệt mệnh thật và giả. Phản hồi của nhóm làm thí nghiệm là ngẫu nhiên: nhóm nói với vài người tham gia rằng họ đã phân biệt tương đối chính xác, còn với những người khác họ nói rằng họ phân biệt sai. Ngay cả sau khi lật tẩy hoàn toàn (rằng thực ra tất cả là giả), những người tham gia vẫn chịu ảnh hưởng bởi phản hồi ban đầu. Họ vẫn nghĩ rằng họ tốt hơn hoặc tồi hơn mức trung bình trong loại công việc đó, phụ thuộc vào cách người ta đánh giá họ.
Trong một nghiên cứu khác, những người tham gia đọc những bản đánh giá hiệu quả công việc của hai lính cứu hỏa, cùng với phản ứng của họ đối với một bài kiểm tra ác cảm rủi ro. Dữ liệu hư cấu này được sắp xếp để thể hiện một sự tương hợp tích cực hoặc tiêu cực: một vài người được bảo rằng một lính cứu hỏa chấp nhận rủi ro sẽ làm việc tốt hơn, trong khi những người khác lại được bảo rằng người ấy sẽ làm việc kém hơn một đồng nghiệp sợ rủi ro. Ngay cả nếu hai trường hợp cụ thể trên là đúng, thì chúng vẫn chỉ là bằng chứng tồi về mặt khoa học cho kết luận về lính cứu hỏa nói chung. Tuy nhiên, những người tham gia lại cảm thấy thuyết phục một cách chủ quan. Khi nhóm nghiên cứu tiết lộ các trường hợp cụ thể đó chỉ là hư cấu, niềm tin của những người tham gia đó mất liên hệ với bằng chứng thực tiễn, nhưng khi đánh giá người ta thấy khoảng một nửa hiệu ứng ban đầu vẫn tồn tại. Những cuộc phỏng vấn sau đó cho thấy rằng những người tham gia hiểu về việc lật tẩy và nghiêm túc xem xét nó. Họ có vẻ tin tưởng sự lật tẩy bằng chứng, nhưng xem thông tin sai lầm đó là không liên quan tới niềm tin cá nhân của họ.

### Ưu tiên thông tin ban đầu
Nhiều thí nghiệm đã chỉ ra rằng con người coi trọng thông tin xuất hiện sớm hơn trong một chuỗi thông tin, ngay cả khi về mặt logic thứ tự không quan trọng. Chẳng hạn, con người tạo nên một ấn tượng tích cực hơn về ai đó được mô tả là "thông minh, cần cù, bốc đồng, hay chỉ trích, ngang bướng, đố kị" hơn là cũng những từ này nhưng theo một trật tự ngược lại. Hiệu ứng ưu tiên phi lý" ("irrational primacy effect") này độc lập với ký ức ưu tiên trong đó các sự vật sớm hơn trong một chuỗi các sự vật có dấu ấn ký ức mạnh hơn. Sự diễn giải thiên lệch cung cấp lời giải thích cho hiệu ứng này: khi nhìn thấy bằng chứng ban đầu, người ta tạo nên một giả thuyết ảnh hưởng tới cách họ diễn dịch phần còn lại lại của chuỗi thông tin.
Một thí nghiệm chứng minh sự ưu tiên phi lý sử dụng những miếng chip có màu khác nhau được cho là rút ra từ hai bình. Người ta nói với những người tham gia phân bố màu sắc của hai bình đó và họ phải ước đoán khả năng một chip cụ thể rút ra từ cái bình nào. Trên thực tế, màu sắc xuất hiện theo một trật tự sắp xếp từ trước. Ba mươi lần rút đầu thiên về một bình, ba mươi lân rút sau thiên về bình kia. Xét như một toàn thể thì màu sắc là trung lập, do đó theo logic thì hai bình phải nhiều khả năng như nhau. Tuy nhiên, sau sáu mươi lần rút, những người tham gia rõ rằng ưu tiên bình được gợi ý bởi ba mươi lần rút đầu.
Một thí nghiệm khác chiếu slide hình ảnh về một vật thể duy nhất, ban đầu rất mờ và sau mỗi slide lại rõ hơn một chút. Với mỗi slide những người tham gia phải đoán xem vật thể đó là gì. Những người tham gia mà ban đầu đoán sai vẫn duy trì niềm tin vào phán đoán của mình, ngay cả khi bức ảnh đã rơi vào tiêu cự đủ rõ để những người khác dễ dàng nhận ra nó là gì.

### Tương quan ảo tưởng giữa các sự kiện
Tương quan ảo tưởng là khuynh hướng ghi nhận những tương quan không tồn tại trong một tập hợp dữ liệu. Khuynh hướng này được phát hiện ra trong một loạt những thí nghiệm cuối những năm 1960. Trong một thí nghiệm, các đối tượng tham gia đọc một tập hợp những nghiên cứu về bệnh tâm thần, bao gồm những phản ứng với Phép thử dấu mực Rorschach (một phép thử tâm lý từng rất phổ biến để kiểm tra khuynh hướng tâm thần). Họ tường thuật rằng những người đàn ông đồng tính luyến ái trong tập hợp có vẻ nhìn thấy nhiều mông, hậu môn hoặc các hình ảnh mơ hồ liên quan tới tính dục hơn trong các vết mực. Thực ra các nghiên cứu này là hư cấu và, trong một phiên bản của thí nghiệm này, đã được thiết kế để cho những đàn ông đồng tính luyến ái ít tường thuật dạng hình ảnh này hơn mức trung bình. Trong một cuộc khảo sát, một nhóm những nhà tâm phân học có kinh nghiệm cũng thể hiện là nhìn thấy cùng những loại tương quan ảo tưởng kiểu này với đồng tính luyến ái.
Một nghiên cứu khác ghi lại những triệu chứng ở các bệnh nhân viên khớp, cùng với điều kiện thời kiện trong giai đoạn 15 tháng. Hầu như tất cả bệnh nhân đều tường thuật rằng cơn đau của họ liên hệ với điều kiện thời tiết, mặc dù liên hệ thực tế là bằng 0.
Hiệu ứng này là một loại diễn giải thiên lệch, trong đó các bằng chứng về khách quan là trung lập hoặc không ủng hộ niềm tin của người xem xét bị diễn giải thành ủng hộ niềm tin đó. Nó cũng liên quan tới các thiên lệch trong hành vi kiểm tra giả thuyết. Trong việc quyết định xem liệu hai sự kiện, chẳng hạn như đau ốm và thời tiết xấu, có tương quan với nhau, con người dựa dẫm nhiều vào số trường hợp "khẳng định-khẳng định": chẳng hạn, số trường hợp xảy ra cơn đau và thời tiết xấu cùng lúc. Họ tương đối ít quan tâm với những loại quan sát khác (như không đau và/hoặc thời tiết tốt). Điều này song hành với sự phụ thuộc vào những phép thử khẳng định trong việc kiểm tra giả thuyết. Nó cũng có thể phản ánh hồi tưởng chọn lọc, trong đó người ta có cảm giác rằng hai sự kiện liên quan tới nhau bởi vì hồi tưởng những thời điểm chúng xảy ra cùng nhau dễ dàng hơn.
| Ngày           | Mưa | Không mưa |
| -------------- | --- | --------- |
| Đau khớp       | 14  | 6         |
| Không đau khớp | 7   | 2         |

Trong ví dụ ở trên, những triệu chứng đau khớp có vẻ xảy ra nhiều hơn vào những ngày không mưa. Tuy nhiên, người ta có xu hướng chú tâm vào số lượng tương đối lớn những ngày có cả mưa lẫn triệu chứng. Bằng việc tập trung vào một ô thay vì cả bốn ô trong bảng, người ta có thể nhận thức sai mối quan hệ, trong trường hợp này là tương quan giữa mưa và triệu chứng đau khớp.